# Ліліенблюм Мойше Лейб
Мойше-Лейб Гіршевич Ліліенблюм (івр. משה יהודה לייב לִילְיֶינְבְּלוּם; рос. Мойше-Лейб Гиршевич Лилиенблюм; 22 жовтня 1843, Кедайняй — 12 лютого 1910, Одеса) — єврейський письменник і громадський діяч.

## Біографія
Мойше-Лейб Гіршевич Ліліенблюм народився в Кейданах Ковенської губернії. Перший учитель Ліліенблюма, батько його матері, проходив із ним спершу Біблію й основи єврейської граматики, а потім лише Талмуд. З 12-річного віку Ліліенблюм навчався в єшиботах, спершу в Кейданах, потім у Вількомірі. Допитливий розум Ліліенблюма не задовольнився однією талмудичною писемністю; він вивчав також середньовічну філософію і став знайомитися з творами новітньої єврейської літератури. Як у більшості тогочасних «maskilim», першими літературними дослідами Ліліенблюма були вірші, і він іще в 12-річному віці написав поему, в якій у віршованій формі викладено було всі 613 заповідей, а 1866 році у «Haarat we-tikunim», виданому товариством «Mekize Nirdamim», Лілієнблюм уперше виступив у пресі з поезією за підписом «Герліхтстзон» (як не приписаний до вількомирського товариства, Ліліенблюм на той час не мав ще прізвища).
Щоб прогодувати сім'ю, Ліліенблюм відкрив у 1865 році єшибот, де він за скромну плату викладав Талмуд. Читання «єретичних» книжок, облаштування Ліліенблюмом маленької бібліотечки, в якій молоді люди знайомилися з творами новоєврейської літератури, відновили проти нього місцевих ревнителів. Ще більше посилилася боротьба, коли 1868 року з'явилася в «Ha-Meliz» гучна праця Ліліенблюма «Orchot ha-Talmud». Розглядаючи (під впливом Zerubabel Левінзона і More Nebuche ha-Zeman Крохмаля) Талмуд з історичного погляду, Ліліенблюм наголошував, що ця праця цілком просякнута духом реформи, і її творці завжди зважали при релігійних постановах на мінливі умови та вимоги життя, і Ліліенблюм закликає сучасний рабинат примирити релігію з нагальними потребами життя, скасувати й реформувати багато постанов Шулхан аруха, що стали обтяжливими за сучасних умов життя. Необхідність реформи, на думку Ліліенблюма, тим нагальніша, що тільки таким шляхом можна зміцнити в молодому поколінні зв'язок із релігією, яку Ліліенблюм на той час розглядав як єдину основу існування єврейської нації.
За цією статтею наступила інша, «Nosafot» (Ha-Meliz, 1869), написана з особливою пристрасністю. Проти Лілієнблюма виступили з окремими брошурами («Maoz ha-Talmud» і «Maoz ha-Jam» Ісаака Маргуліса, анонімна «Milchamah-be-Schalom») і низкою статей у «Ha-Meliz», особливо в ортодоксальному «На-Lebanon». У Вількомірі становище Ліліенблюма стало ще більш критичним. Коли він наприкінці 1868 року хотів приписатися до кейданського товариства під прізвищем «Герліхтсзон», місцеві заправили відмовилися записати його під тим ім'ям, яким підписана настільки «єретична» стаття, як «Orchot ha-Talmud». Тоді Ліліенблюм замість «Герліхтсзона» обрав прізвище Ліліенблюм.
За порадою друзів Ліленблюм поїхав у 1869 році до Одеси підготуватися до вступу до вищого навчального закладу. Вкрай важке матеріальне становище не дало йому в перші роки можливості здійснити цей план. Тим часом Ліліенблюм брав діяльну участь у виданнях «Ha-Meliz» і «Kol Mebasser», що видавалися тоді в Одесі, на їдиш, редактором якого він був деякий час, і видав (1870) сатиричну поему «Kehal Refaim» (долина мерців), що мала значний успіх. Живучи в Одесі, Ліліенблюм ознайомився з творами радикальної російської літератури. «Що робити» Чернишевського і статті Писарєва справили на нього величезне враження. Він незабаром зневірився в можливості примирити релігію з життям. Засвоївши найхарактерніші риси реалістичного світогляду Писарєва і поставивши в центрі уваги ідею корисності, ідею того, що потрібно, Ліліенблюм став у різку опозицію до «хаскали» та її носіїв, які, на думку Ліліенблюма, не менш були відірвані від реального життя, ніж представники равінізму, і замість того, щоб дати корисні, необхідні в житті знання, проповідники «просвіти» одурманювали читачів риторичними вправами та нікому не потрібними філологічними вишукуваннями.
Виставлений Ліліенблюмом і в питаннях поезії та мистецтва як єдиний критерій позитивний утилітаризм проявився в найзакінченішому й найпослідовнішому вигляді в гучній статті «Olam ha-Tohu» (На-Schachar, 1874), присвяченій розбору роману Мапу «Ait Zabua». Ідея всеосяжної культурної ролі природознавства, виразно поставлена тоді прогресивною російською думкою, була цілком засвоєна і Ліліенблюмом. Визнаючи природознавство найбільш нагальною потребою сучасного суспільства, Ліліенблюм відмовився від запропонованої йому одним меценатом щомісячної субсидії через поставлену умову, щоб він вступив на східний факультет, а не на природничий (Derech Teschuba, 22). У 1876 році вийшла друком автобіографія Ліліенблюма, «Chatath neurim» (за підписом Zelafchad Bar Chuschim). Сам автор називає її «великою сповіддю» (widui ha-Gadol), але вона є сповіддю не тільки «одного єврейського письменника», як сказано у змісті, а цілого покоління перехідної епохи. Усі потаємні думки та болісні сумніви молодої душі, що пробуджується до нового життя, передані з нещадною прямотою і захопливою щирістю. Простою, позбавленою всякої риторики, але сильною мовою виголошується суворий вирок над підвалинами старого патріархального життя.
До того ж періоду належить і чудова сатира Ліліенблюма, «Elischa ben Abujah» (опублікована в Assefat-Chachamim), у якій автор вустами стародавнього танни-єретика, прозваного «Ахером», викладає свої найпотаємніші думки про проблеми життя. У 1877 році, коли, зважаючи на воєнний час, Ліліенблюм відправив сім'ю назад до Вількоміра, він розпочав здійснення своєї заповітної мрії - підготуватися до іспиту на атестат зрілості для вступу до університету.
Погроми, що вибухнули в 1881 році, зробили переворот у світогляді Ліліенблюма. Він дійшов висновку, що на євреїв завжди дивитимуться, як на «чужих», і відродження єврейського народу мислиме тільки на історичній землі предків. Ліліенблюм став одним із прихильників палестинофільського руху, основи якого він того ж 1881 року виклав у низці статей, вміщених у «Світанку» (вийшли потім окремим виданням, під заголовком «Про відродження єврейського народу на святій землі давніх отців», 1884). Уся подальша громадська діяльність Ліліенблюма нерозривно пов'язана з палестинофільським рухом, тож його книжка «Derech la-Abor Geulim», у якій подано історію розвитку цього руху, є водночас і автобіографією автора. Для пропаганди палестинських ідей серед широких мас Ліліенблюм видав (1887) на їдиш збірку «Der judischer Weker», де вміщено тенденційну драму Ліліенблюма «Zerubabel».
Ставши поборником палестинофільської ідеї, Ліліенблюм у своїх поглядах залишався вірним принципу утилітаризму. Палко обстоюючи практичну колонізацію Палестини, він був переконаним противником духовного сіонізму Ахад-ха-Ама, а в низці критичних статей (розбір творів Гордона в зб. Meliz Echad mini Elef.., 1885, стаття Dibre Zemer, в Achiasaf, V), він обстоює думку Писарєва, що поезія тільки тоді має право на існування, коли вона «приносить користь», знайомить із реальними потребами життя і сприяє їхньому розумінню. Протягом низки років Ліліенблюм був секретарем Палестинського товариства і скарбником Одеського похоронного братства.
У 1909 році, коли з'явилися перші ознаки його хвороби (рак стравоходу), Ліліенблюм почав працювати над підготовкою повного (чотиритомного) зібрання своїх творів. Перший том цього видання вийшов лише після його смерті (1910). Ліліенблюм є однією з найбільш типових і яскравих постатей періоду «великого надлому». Його праці становлять значний інтерес для характеристики двох епох в історії російського єврейства: епохи 1860-х років з їхнім поривом до нового життя і 1880-х років, що знаменують собою крах нових ідеалів, і прокидання, яке відбулося після цього, та інтенсивне зростання національного руху. Ліліенблюм багато писав і російською. Найвідоміші його роботи: «Про необхідність реформ у єврейській релігії» («Восход», 1882, I-III; 1883, I, III); «Палестинофільство, сіонізм і їхні противники» (1899); «П'ять моментів у житті Мойсея» (1901).